# Ana Lucy Gentil Cabral Petersen
Ana Lucy Gentil Cabral Petersen (Fortaleza, 7 de novembro de 1949) é uma diplomata brasileira. Foi  embaixadora do Brasil em Angola e Tailândia, cumulativamente com o Camboja e Laos.

## Biografia

### Vida pessoal
Nasceu na cidade de Fortaleza, filha de Fausto Augusto Borges Cabral e Lucy Gentil Cabral.

### Formação Acadêmica
Em 1973, graduou-se em Comunicação Social pela Pontifícia Universidade Católica/RJ. Já no ano de 1986, concluiu seu mestrado em políticas públicas internacionais na Universidade John Hopkins.

### Carreira Diplomática
Ingressou na carreira diplomática em 1979, no cargo de Terceira Secretária, após ter concluído o Curso de Preparação à Carreira de Diplomata do Instituto Rio Branco.
Foi inicialmente lotada na Divisão de Europa II, onde trabalhou de 1979 a 1980. No ano de 1980, foi assistente na Secretaria de Imprensa do Gabinete do Ministro das Relações Exteriores e, subsequentemente, foi removida para a Embaixada do Brasil em Washington, onde trabalhou de 1983 a 1986. Em 1981, havia sido promovida a segunda-secretária.
Entre 1986 e 1989, esteve lotada na Embaixada do Brasil em Budapeste. Em seguida, foi removida para a Embaixada do Brasil em Kingston, onde trabalhou até 1991. Em 1988, havia sido promovida a primeira-secretária.
Ao regressar a Brasília, em 1991, foi designada chefe substituta da Divisão de Imigração, função que ocupou até 1993, quando foi nomeada chefe substituta da Divisão de Acompanhamento e Coordenação Administrativa dos Postos no Exterior. Permaneceu no cargo até 1995, e, em seguida, assumiu a função de assistente da Assessoria de Comunicação Social do Itamaraty. Também em 1995 fora promovida a conselheira.
Em 1996, foi removida a Genebra, para assumir a função de conselheira na Delegação Permanente do Brasil. Em 1999, mudou-se para Assunção, onde trabalhou como conselheira na Embaixada do Brasil. No ano 2000, defendeu tese no Curso de Altos Estudos do Instituto Rio Branco, intitulada "A UNCTAD como foro das questões do comércio e do desenvolvimento no final do século XX - a participação brasileira", um dos requisitos necessários para a ascensão funcional na carreira diplomática.
Em seu retornou ao Brasil, no ano de 2003, foi lotada como assessoria na Secretaria-Geral das Relações Exteriores. No mesmo ano, foi promovida a ministra de Segunda Classe e, em seguida, removida para a Embaixada de Montevidéu, com vistas a ocupar a função de ministra-conselheira.
Regressou a Brasília em 2006, para chefiar o Departamento de Direitos Humanos e Temas Sociais. Ocupou o cargo por três anos, tendo, em seguida, aceitado o convite para ser chefe de Gabinete do Secretário-Geral das Relações Exteriores.Em 2009, foi promovida a ministra de Primeira Classe, o mais elevado cargo da carreira diplomática brasileira.
Em 2010, foi designada Embaixadora do Brasil em Luanda e, no ano de 2013, foi removida a Nova York, onde chefiou o Consulado-Geral do Brasil. Em 2017 a 2019, foi embaixadora do Brasil em Budapeste. Em 2017, foi designada embaixadora do Brasil junto ao Reino da Tailândia, ao Reino do Camboja e à República Democrática Popular do Laos.

## Condecorações
- Medalha do Pacificador, Brasil (2006)[1]
- Medalha do Mérito Santos Dumont, Brasil (2009)
- Ordem Nacional do Mérito, França, Grão-mestre (2010)
- Ordem de Rio Branco, Brasil, Grã Cruz
- Ordem do Mérito Naval, Brasil, Grande Oficial (2016)
- Ordem do Mérito Aeronáutico, Brasil, Grande-Oficial (2016)